# Andrej Amal'rik
Andrej Alekseevič Amal'rik (in russo Андрей Алексеевич Амальрик?; Mosca, 12 maggio 1938 – Guadalajara, 11 novembre 1980) è stato uno scrittore russo.

## Biografia
Dissidente espulso dall'URSS nel 1976, diede alle stampe nel 1970 Viaggio indesiderato in Siberia, completa autobiografia della sua opposizione al regime.
È specialmente ricordato però per il libro Sopravviverà l'Unione Sovietica fino al 1984? in cui prediceva una potenziale guerra tra URSS e Cina.